# HD151665
HD151665 — хімічно пекулярна зоря спектрального класу A5, що має видиму зоряну величину в смузі V приблизно  8,2.
Вона  розташована на відстані близько 1065,9 світлових років від Сонця.

## Фізичні характеристики
Телескоп Гіппаркос зареєстрував фотометричну змінність  даної зорі з періодом    0,92 доби в межах від  Hmin= 8,20 до  Hmax= 8,12.